# Phyllorgerius jacobsoni
Phyllorgerius jacobsoni är en insektsart som först beskrevs av Oshanin 1913.  Phyllorgerius jacobsoni ingår i släktet Phyllorgerius och familjen Dictyopharidae. Inga underarter finns listade i Catalogue of Life.